# Биркенфельд (район)
Биркенфельд (нем. Birkenfeld) — район в Германии. Центр района — город Биркенфельд. Район входит в землю Рейнланд-Пфальц. Занимает площадь 777 км². Население — 87 918 чел. Плотность населения — 113 человек/км².
Официальный код района — 07 1 34.
Район подразделяется на 96 общин.

## Города и общины
1. Идар-Оберштайн (32 254)

Управление Баумхольдер
1. Баумхольдер (4 081)
2. Берглангенбах (484)
3. Бершвайлер-Баумхольдер (594)
4. Эккерсвайлер (171)
5. Форен-Линден (372)
6. Фрауэнберг (451)
7. Ханвайлер (237)
8. Хаймбах (1 245)
9. Лайцвайлер (110)
10. Метвайлер (319)
11. Райхенбах (676)
12. Рорбах (230)
13. Рюквайлер (440)
14. Рушберг (869)

Управление Биркенфельд
1. Абентойер (458)
2. Ахтельсбах (509)
3. Биркенфельд (6 922)
4. Бёрфинк (199)
5. Брюккен (1 287)
6. Буленберг (522)
7. Дамбах (153)
8. Динствайлер (313)
9. Эльхвайлер (101)
10. Элленберг (94)
11. Эльвайлер (297)
12. Гимбвайлер (439)
13. Голленберг (127)
14. Хатгенштайн (254)
15. Хопштедтен-Вайерсбах (2 740)
16. Кронвайлер (345)
17. Лайзель (584)
18. Меккенбах (117)
19. Нидербромбах (510)
20. Нидерхамбах (305)
21. Ноэн (387)
22. Обербромбах (512)
23. Оберхамбах (280)
24. Римсберг (124)
25. Ринценберг (300)
26. Рётсвайлер-Ноккенталь (504)
27. Шмисберг (226)
28. Шволлен (472)
29. Зисбах (415)
30. Зонненберг-Винненберг (534)
31. Вильценберг-Хусвайлер (315)

Управление Херштайн
1. Алленбах (692)
2. Берген (471)
3. Бершвайлер-Кирн (301)
4. Брайтенталь (330)
5. Брухвайлер (544)
6. Диккесбах (446)
7. Фишбах (937)
8. Герах (262)
9. Грибельшид (212)
10. Херборн (512)
11. Херштайн (898)
12. Хеттенродт (743)
13. Хинтертифенбах (425)
14. Кемпфельд (845)
15. Киршвайлер (1 154)
16. Лангвайлер (272)
17. Маккенродт (450)
18. Миттельрайденбах (803)
19. Мёршид (912)
20. Нидерхозенбах (359)
21. Нидервёрресбах (1 017)
22. Оберхозенбах (149)
23. Оберрайденбах (628)
24. Обервёрресбах (160)
25. Шмидтахенбах (412)
26. Зенсвайлер (545)
27. Зин (590)
28. Зинхахенбах (214)
29. Зоншид (135)
30. Файтсродт (699)
31. Фольмерсбах (573)
32. Вайден (80)
33. Виккенродт (170)
34. Виршвайлер (374)

Управление Раунен
1. Асбах (167)
2. Болленбах (159)
3. Бунденбах (1 022)
4. Гёзенрот (282)
5. Хаузен (198)
6. Хеллертсхаузен (208)
7. Хорбрух (352)
8. Хоттенбах (674)
9. Крумменау (142)
10. Оберкирн (356)
11. Раунен (2 280)
12. Шаурен (538)
13. Швербах (67)
14. Штипсхаузен (995)
15. Зульцбах (345)
16. Вайтерсбах (82)